# Championnats d'Europe de tennis de table
Les Championnats d'Europe de tennis de table sont une compétition de tennis de table organisée par l'ETTU.
Ils ont lieu pour la première fois en 1958 à Budapest. Entre 1958 et 2002, ils se déroulent tous les deux ans durant les années paires, puis durant les années impaires de 2003 à 2007. Depuis 2008 ils ont lieu tous les ans.
À partir de 2017, les titres par équipes sont décernés les années impaires et les cinq autres titres sont décernés les années paires.

## Titres
Sept titres sont décernés :
- simple, double et par équipes messieurs ;
- simple, double et par équipes dames ;
- double mixte.

## Palmarès
- Liste des médaillés aux Championnats d'Europe (en)

Sources,

| Année Lieu             | Messieurs            | Messieurs            | Messieurs   | Dames                | Dames                 | Dames      | Mixte                    |
| Année Lieu             | Simple               | Double               | Équipe      | Simple               | Double                | Équipe     | Double                   |
| ---------------------- | -------------------- | -------------------- | ----------- | -------------------- | --------------------- | ---------- | ------------------------ |
| 2025 Zadar             | par équipe seulement | par équipe seulement |             | par équipe seulement | par équipe seulement  |            | par équipe seulement     |
| 2024 Linz              | A. Lebrun            | A. Lebrun F. Lebrun  | NC          | Polcanova            | Matelová Balážová     | NC         | Robles Xiao              |
| 2023 Malmö             | par équipe seulement | par équipe seulement | Suède       | par équipe seulement | par équipe seulement  | Allemagne  | par équipe seulement     |
| 2022 Munich            | Qiu                  | Falck Karlsson       | NC          | Polcanova            | Polcanova Szőcs       | NC         | Lebesson Yuan            |
| 2021 Cluj-Napoca       | par équipe seulement | par équipe seulement | Allemagne   | par équipe seulement | par équipe seulement  | Allemagne  | par équipe seulement     |
| 2020 Varsovie          | Boll                 | Katsman Grebnev      | NC          | Solja                | Solja Shan            | NC         | Qiu Mittelham            |
| 2019 Nantes            | par équipe seulement | par équipe seulement | Allemagne   | par équipe seulement | par équipe seulement  | Roumanie   | par équipe seulement     |
| 2018 Alicante          | Boll                 | Habesohn Gardos      | NC          | Li                   | Mittelham Lang        | NC         | Filus Han                |
| 2017 Luxembourg        | par équipe seulement | par équipe seulement | Allemagne   | par équipe seulement | par équipe seulement  | Roumanie   | par équipe seulement     |
| 2016 Budapest          | Lebesson             | Franziska Groth      | NC          | Hu                   | Silbereisen Winter    | NC         | Monteiro Dodean Mont.    |
| 2015 Iekaterinbourg    | Ovtcharov            | Fegerl Monteiro      | Autriche    | Samara               | Hu Shen               | Allemagne  | NC                       |
| 2014 Lisbonne          | par équipe seulement | par équipe seulement | Portugal    | par équipe seulement | par équipe seulement  | Allemagne  | par équipe seulement     |
| 2013 Schwechat         | Ovtcharov            | Wang Tan             | Allemagne   | Li                   | Solja Winter          | Allemagne  | Gavlas Štrbíková         |
| 2012 Herning           | Boll                 | Gardos Habesohn      | NC          | Pavlovich            | Samara Dodean         | NC         | Filimon Samara           |
| 2011 Gdańsk/Sopot      | Boll                 | Freitas Gaćina       | Allemagne   | Li                   | Paškauskienė Fadeyeva | Pays-Bas   | Filimon Samara           |
| 2010 Ostrava           | Boll                 | Boll Süss            | Allemagne   | Pavlovich            | Paškauskienė Fadeyeva | Pays-Bas   | Jevtović Hu              |
| 2009 Stuttgart         | Maze                 | Boll Süss            | Allemagne   | Wu                   | Samara Dodean         | Pays-Bas   | Karakašević Paškauskienė |
| 2008 Saint-Pétersbourg | Boll                 | Boll Süss            | Allemagne   | Paškauskienė         | Tóth Póta             | Pays-Bas   | NC                       |
| 2007 Belgrade          | Boll                 | Boll Süss            | Allemagne   | Li                   | Pavlovich Ganina      | Hongrie    | Karakašević Paškauskienė |
| 2005 Aarhus            | Samsonov             | Schlager Jindrak     | Danemark    | Liu                  | Boroš Steff           | Roumanie   | Karakašević Paškauskienė |
| 2003 Courmayeur        | Samsonov             | Chen Chtchetinine    | Biélorussie | Bădescu              | Boroš Steff           | Italie     | Schlager Tóth            |
| 2002 Zagreb            | Boll                 | Boll Fejer-Konnerth  | Suède       | Ni                   | Boroš Steff           | Roumanie   | Błaszczyk Ni             |
| 2000 Brême             | Karlsson             | Gatien Chila         | Suède       | Qianhong             | Bátorfi Tóth          | Hongrie    | Karakašević Paškauskienė |
| 1998 Eindhoven         | Samsonov             | Samsonov Rosskopf    | France      | Ni                   | Struse Schall         | Allemagne  | Lupulesku Bădescu        |
| 1996 Bratislava        | Waldner              | Waldner Persson      | Suède       | Struse               | Struse Schall         | Allemagne  | Samsonov Tóth            |
| 1994 Birmingham        | Saive                | Kreánga Kalinić      | France      | Svensson             | Bátorfi Tóth          | Russie     | Primorac Bátorfi         |
| 1992 Stuttgart         | Rosskopf             | Persson Lindh        | Suède       | Vriesekoop           | Fazlić Perkučin       | Roumanie   | Kreánga Bădescu          |
| 1990 Göteborg          | Appelgren            | Lupulesku Primorac   | Suède       | Guergueltcheva       | Bátorfi Wirth         | Hongrie    | Gatien Xiaoming          |
| 1988 Paris             | Appelgren            | Waldner Appelgren    | Suède       | Bulatova             | Bátorfi Urban         | URSS       | Lupulesku Fazlić         |
| 1986 Prague            | Persson              | Waldner Lindh        | Suède       | Bátorfi              | Bulatova Kovtun       | Hongrie    | Panský Hrachová          |
| 1984 Moscou            | Bengtsson            | Šurbek Kalinić       | France      | Popova               | Popova Antonian       | URSS       | Secrétin Popova          |
| 1982 Budapest          | Appelgren            | Kalinić Šurbek       | Hongrie     | Vriesekoop           | Bulatova Kovalenko    | Hongrie    | Grubba Vriesekoop        |
| 1980 Berne             | Hilton               | Secrétin Birocheau   | Suède       | Popova               | Popova Antonian       | URSS       | Orlowski Voštová         |
| 1978 Duisbourg         | Gergely              | Gergely Orlowski     | Hongrie     | Magos                | Alexandru Mihut       | Hongrie    | Lieck Hendriksen         |
| 1976 Prague            | Secrétin             | Bengtsson Johansson  | RFSY        | Hammersley           | Hammersley Howard     | URSS       | Stipančić Palatinus      |
| 1974 Novi Sad          | Orlowski             | Jónyer Klampár       | Suède       | Magos                | Magos Lotaller        | URSS       | Gomozkov Rudnova         |
| 1972 Rotterdam         | Bengtsson            | Jónyer Rózsás        | Suède       | Rudnova              | Magos Lotaller        | URSS       | Gomozkov Rudnova         |
| 1970 Moscou            | Alsér                | Stipančić Šurbek     | Suède       | Rudnova              | Rudnova Grinberg      | URSS       | Gomozkov Rudnova         |
| 1968 Lyon              | Šurbek               | Stipančić Vecko      | Suède       | Voštová              | Luzová Karliková      | RFA        | Gomozkov Rudnova         |
| 1966 Londres           | Johansson            | Alsér Johansson      | Suède       | Alexandru            | Kóczián Jurik         | Hongrie    | Miko Luzová              |
| 1964 Malmö             | Johansson            | Miko Staněk          | Suède       | Kóczián              | Rowe Shannon          | Angleterre | Lukacs Rózsás            |
| 1962 Berlin            | Alsér                | Marković Teran       | RFSY        | Simon                | Rowe Shannon          | RFA        | Alsér Harst              |
| 1960 Zagreb            | Berczik              | Berczik Sidó         | Hongrie     | Kóczián              | Rozeanu Alexandru     | Hongrie    | Cobirzan Alexandru       |
| 1958 Budapest          | Berczik              | Štípek Vyhnanovský   | Hongrie     | Kóczián              | Rozeanu Zeller        | Hongrie    | Berczik Farkas           |

## Bilan
* Répartition des titres par nations.

### Titres par équipes
| Nations     | Titres | Premier | Dernier |
| ----------- | ------ | ------- | ------- |
| Suède       | 15     | 1964    | 2023    |
| Allemagne   | 09     | 2007    | 2021    |
| Hongrie     | 04     | 1958    | 1982    |
| France      | 06     | 1984    | 2024    |
| Yougoslavie | 02     | 1962    | 1978    |
| Biélorussie | 01     | 2003    |         |
| Danemark    | 01     | 2005    |         |
| Portugal    | 01     | 2014    |         |
| Autriche    | 01     | 2015    |         |

| Nations     | Titres | Premier | Dernier |
| ----------- | ------ | ------- | ------- |
| Hongrie     | 09     | 1958    | 2007    |
| Allemagne   | 09     | 1962    | 2023    |
| Russie/URSS | 08     | 1970    | 1994    |
| Roumanie    | 05     | 1992    | 2019    |
| Pays-Bas    | 04     | 2008    | 2011    |
| Angleterre  | 01     | 1964    |         |
| Italie      | 01     | 2003    |         |